# Berg (gmina Åtvidaberg)
Berg – miejscowość (tätort) w Szwecji, w regionie administracyjnym (län) Östergötland, w gminie Åtvidaberg.
Według danych Szwedzkiego Urzędu Statystycznego liczba ludności wyniosła: 291 (31 grudnia 2015), 305 (31 grudnia 2018) i 305 (31 grudnia 2019).